# Хенг, Ченг
Ченг Хенг (кхмер. ឆេង-ហេង; 1910, Такео — 1996) — камбоджийский государственный и политический деятель, глава Кхмерской Республики (1970—1972).

## Биография
Ченг Хенг родился в 1910 году (по другим данным — в 1916) в провинции Такео в семье крестьян-середняков. Имел смешанное кхмерско-китайское происхождение. Учился в престижном лицее Сисовата, окончил Королевскую школу управления. Стал преуспевающим помещиком и предпринимателем. Состоял на службе у колониального правительства Камбоджи, к середине 1950-х гг. дослужился до чина Oudom-Montrey (старший класс мандарина).
О его карьере в период правления Нородома Сианука известно немного. Ченг Хенг вошел в политику в 1958 году, занимал должность государственного секретаря по вопросам сельского хозяйства (1960—1962). Будучи членом Сангкума в 1962 году был избран депутатом парламента от Такмау. Однако уже на следующих выборах спустя четыре года проиграл другому кандидату, которым оказался сторонник Сианука и молодой врач — Кео Санн. В 1969—1970 гг. Ченг Хенг был председателем Национальной ассамблеи — парламента Камбоджи.

### После путча
18 апреля 1970 года в Камбодже произошел государственный переворот, в результате которого принц Сианук был отстранен от власти. Ченг Хенг был назначен исполняющим обязанности главы государства, а после отмены монархии 9 октября и провозглашения Кхмерской Республики стал ее первым президентом. Являясь номинальным главой государства он делал официальные заявления, встречался с журналистами, проводил международные встречи и конференции. Во многом это была формальная должность — реальная власть была сосредоточена в руках премьер-министра страны — генерала Лон Нола. Находясь в изгнании, Сианук охарактеризовал Ченг Хенга как «жалкую марионетку» нового режима.
Однако с самого начала своего существования новый режим оказался в невыгодных условиях. Воспользовавшись ухудшением политической обстановки, Лон Нол отстранил Ченг Хенга и в начале 1972 года стал новым главой государства. Установление единоличного правления Лон Нола вызвало резкую критику со стороны мирового сообщества. Стремясь расширить социальную базу своего режима, Лон Нол назначил Ченг Хенга председателем «Высшего политического совета». Это был коалиционный орган правой оппозиции, созданный в 1973 году под давлением США.
По факту этот орган создавал лишь видимость демократизации нового режима и не играл сколь-либо серьезной роли в политической жизни страны. На фоне ухудшающейся обстановки время Лон Нол возобновил свои диктаторские амбиции и «Высший политический совет» потерял всякое влияние. Это полностью остановило все демократические процессы в стране, а режим Лон Нола шел к своему неизбежному краху. К началу 1975 года столица страны — Пномпень, — находилась в полной осаде Красных кхмеров.
Ченг Хенг вошел в список так называемых «семерых предателей» — опубликованный Сиануком список путчистов, подлежащих немедленной казни в случае захвата власти. Помимо него в этот список входили: Лон Нол, Сисоват Сирик Матак, Ин Там, Лонг Борет, Состене Фернандес и Сон Нгок Тхань. 1 апреля 1975 года Ченг Хенг покинул Камбоджу и направился в Париж, где присоединился к группе камбоджийских антикоммунистических диссидентов под руководством бывшего премьер-министра Камбоджи — Сон Санна.

### В изгнании
На протяжении 1970—1980-х гг. находился в антикоммунистической оппозиции сначала режиму Красных Кхмеров Пол Пота (Демократическая Кампучия), затем провьетнамскому режиму Хенг Самрина (НРК). Только после подписания Парижских соглашений в 1991 году, положившего конец кампучийско-вьетнамскому конфликту, Ченг Хенг смог вернуться в Камбоджу. На родине он пытался участвовать в политической жизни, основал Республиканскую коалиционную партию, которая принимала участие на выборах 1993 года, но так и не получила ни одного места в парламенте страны.
Точная дата смерти Ченг Хенга неизвестна. Различные источники указывают период с 1994 по 1999 гг., по другим данным он умер в 15 марта 1996 года, подробности его смерти не сообщались.

## Личная жизнь
Ченг Хенг был женат на дочери Унг Хы, одного из коллег Пенн Нута. В этом браке имел семерых детей.

### Комментарии
1. ↑   Кео Ан был братом Кео Санна, оппонента Хенга на выборах 1966 года